# Natty Dread
Natty Dread è un album reggae di Bob Marley & The Wailers, pubblicato nel 1974.

## Descrizione
Natty Dread fu il primo album pubblicato con il nome "Bob Marley & The Wailers", invece che "The Wailers", ed il primo registrato senza Peter Tosh e Bunny Livingston. È anche il primo a cui contribuirono le I Threes, un trio vocale di cui faceva parte Rita Marley, moglie di Bob, assieme a Marcia Griffiths e Judy Mowatt.
Come la maggior parte del reggae del tempo, Natty Dread è ricco di riferimenti alla spiritualità, nonché di richiami alla politica e al sociale. Il disco si apre con una "Lively Up Yourself" dal sapore blues, che intende celebrare il Movimento Rastafari, con la quale Marley apriva molti dei suoi concerti. "No Woman, No Cry", la seconda traccia, è probabilmente il pezzo più conosciuto dell'album. È un ricordo nostalgico del crescere nelle povere strade di Trenchtown, un quartiere di Kingston, e della gioia data dalla compagnia degli amici. La canzone è stata suonata nel corso del tempo dagli artisti più vari, dai Pearl Jam a Jimmy Buffett, da Joan Baez ai Rancid, dai NOFX ai Fugees e da molti altri ancora. L'autore del testo e della musica di questa canzone è Vincent Ford. Ford, conosciuto anche come Tartar dai suoi amici e vicini, è stato un grande amico di Marley sin da bambino, quando vivevano a Trenchtown. Marley ha dichiarato che in parecchie occasioni sarebbe morto di fame se non fosse stato per l'aiuto di Tartar.
"Them Belly Full (But We Hungry)" è un monito contro una nazione che lascia che le persone più povere vengano ridotte alla fame. Profetica e molto chiara al riguardo è la frase-avvertimento "a hungry mob is an angry mob" (una folla affamata è una folla arrabbiata). Questa canzone a quanto risulta è dedicata all'allora neoeletto primo ministro socialdemocratico Michael Manley. "Talkin' Blues" e "Revolution" approfondiscono il controverso discorso politico. "Rebel Music (3 O'Clock Roadblock)" è una riflessione sul potenziale impatto della musica reggae sulla società giamaicana. La canzone è stata scritta dopo che Marley fu fermato dalla polizia per un controllo d'auto notturno. L'influenza della crescente devozione di Marley verso il Rastafarianesimo può essere sentita in canzoni a tema religioso come "So Jah Seh", "Natty Dread" e "Lively Up Yourself", mentre la sua reputazione di romantico è confermata con la dolce e seducente "Bend Down Low". La title track dell'album prende il suo nome dal termine Natty Dreadlocks che indica un singolo membro della comunità rastafari o un'idealizzata personificazione del movimento in genere.
La rivista Rolling Stone l'ha inserito al 182º posto della sua lista dei 500 migliori album.
Il brano "No woman, no cry" risulta essere stata scritta da Vincent Ford; in effetti fu lo stesso Marley a comporla, ma volle fare in modo che Ford ne risultasse il compositore per permettergli di incassare i diritti d'autore. Con tali soldi Ford avrebbe attrezzato una mensa per i poveri e per i senzatetto.

## Tracce
Lato A
1. Lively Up Yourself - 5:10 - (Bob Marley)
2. No Woman, No Cry - 4:05 - (Vincent Ford)
3. Them Belly Full (But We Hungry) - 3:10 - (Lecon Cogill, Carlton Barrett)
4. Rebel Music (3 O'Clock Roadblock) - 6:45 - (Aston Barrett, Hugh Peart)

Lato B
1. So Jah Seh - 4:30 - (Rita Marley, Willy Francisco)
2. Natty Dread - 3:35 - (Rita Marley, Alan Cole)
3. Bend Down Low - 3:10 - (Bob Marley)
4. Talkin' Blues - 4:05 - (Lecon Cogill, Carlton Barrett)
5. Revolution - 4:20 - (Bob Marley)

## Formazione
- Bob Marley - voce principale, chitarra ritmica
- Aston Barrett - chitarra basso
- Carlton Barrett - batteria, percussioni
- Bernard "Touter" Harvey - pianoforte, organo
- Al Anderson - chitarra principale
- The I-Threes (Rita Marley, Judy Mowatt, Marcia Griffiths) - voci secondarie

## Classifiche
| Classifica (1975) | Posizione massima |
| ----------------- | ----------------- |
| Regno Unito       | 43                |
| Stati Uniti       | 92                |
| Stati Uniti (R&B) | 44                |